# Lythria conjuncta
Lythria conjuncta är en fjärilsart som beskrevs av Gradl 1938. Lythria conjuncta ingår i släktet Lythria och familjen mätare. Inga underarter finns listade i Catalogue of Life.